# Gouvernement Gaston Eyskens III (remanié)
Ne doit pas être confondu avec Gouvernement Gaston Eyskens III.
Royaume de Belgique
Eyskens III Lefèvre
Le gouvernement Gaston Eyskens III (remanié) était un gouvernement belge composé de sociaux-chrétiens (PSC-CVP) et de libéraux (PL-LP). Il comportait 20 ministres et 4 ministres-sous-secrétaires d'État et gouvernait du 3 septembre 1960 au 27 mars 1961.
Le soutien du gouvernement précédent à l'indépendance du Katanga ne faisait pas l'unanimité en son sein, poussant à un remaniement ministériel permettant l'expression d'une ligne pro-Katanga beaucoup plus dure. 
L'indépendance du Congo conduit à l'aggravation de la situation économique de la Belgique, souffrant déjà d'un important endettement public. Cela amène le gouvernement à faire voter la Loi unique dont la contestation conduit à la grève générale de l'hiver 1960-1961. Si la reprise du travail a lieu rapidement en Flandre et à Bruxelles, ce n'est pas le cas en Wallonie, où le climat devient de plus en plus insurrectionnel : la gare des Guillemins, à Liège, est saccagée. André Renard, leader syndical de la FGTB wallonne, réclame le fédéralisme économique. Des rumeurs de subversion communiste au sein du mouvement de grève se diffusent. Si la loi finit par être votée en février 1961, elle a provoqué une radicalisation des milieux syndicaux wallons, amenant en 1961 à la fondation du Mouvement populaire wallon. L'unité du pays devient incertaine. Le PSC-CVP se divise en interne : si Eyskens souhaite conserver la coalition au pouvoir, Théo Lefèvre est favorable à une alliance avec les socialistes. Finalement, Baudouin dissout le Parlement le 20 février 1961 et appelle à des élections anticipées.

## Composition
| Ministère                                                             | Nom                                        | Parti   |
| --------------------------------------------------------------------- | ------------------------------------------ | ------- |
| Premier ministre                                                      | Gaston Eyskens                             | PSC-CVP |
| Ministre de la Coordination économique                                | André Dequae                               | PSC-CVP |
| Ministre de la Défense nationale                                      | Arthur Gilson                              | PSC-CVP |
| Ministre de l’Éducation publique                                      | Pierre Harmel                              | PSC-CVP |
| Ministre de la Santé publique et de la Famille                        | Paul Meyers                                | PSC-CVP |
| Ministre des Communications et de la Coordination sociale             | Paul-Willem Segers                         | PSC-CVP |
| Ministre de la Prévoyance sociale                                     | Léon Servais                               | PSC-CVP |
| Ministre des Classes moyennes                                         | Paul Vanden Boeynants                      | PSC-CVP |
| Ministre des Finances                                                 | Jean Van Houtte                            | PSC-CVP |
| Ministre des Affaires étrangères                                      | Pierre Wigny                               | PSC-CVP |
| Vice-président du Cabinet et ministre de l'Intérieur                  | René Lefebvre                              | PL-LP   |
| Ministre de la Justice                                                | Albert Lilar                               | PL-LP   |
| Ministre des Affaires africaines                                      | Harold Charles d'Aspremont Lynden          | PSC-CVP |
| Ministre de l'Emploi et du Travail                                    | Yves Urbain                                | PSC-CVP |
| Ministres de la Coordination des Réformes institutionnelles           | Raoul Vreven                               | PL-LP   |
| Ministre des Travaux publics et de la Reconstruction                  | Omer Vanaudenhove                          | PL-LP   |
| Ministre de l'Agriculture                                             | Albert de Vleeschauwer, puis Charles Héger | PSC-CVP |
| Ministre de l'Instruction publique                                    | Charles Moureaux                           | PL-LP   |
| Ministre des Affaires économiques                                     | Jacques Van der Schueren                   | PL-LP   |
| Ministre du Commerce extérieur                                        | Jacques Van Offelen                        | PL-LP   |
| Ministre-sous-secrétaire d'État au Budget                             | Willy De Clercq                            | PL-LP   |
| Ministre-sous-secrétaire d'État aux Postes, Télégraphes et Téléphones | Albert De Gryse (nl)                       | PSC-CVP |
| Ministre-sous-secrétaire d'État à l’Énergie                           | Roger de Looze                             | PL-LP   |
| Ministre-sous-secrétaire d'État aux Affaires culturelles              | Renaat Van Elslande                        | PSC-CVP |